# ジェームズ・ニュートン・ハワード
ジェームズ・ニュートン・ハワード（James Newton Howard、1951年6月9日 - ）は、アメリカ合衆国カリフォルニア州ロサンゼルス出身の映画音楽作曲家。レコード・プロデューサー、キーボーディスト、指揮者等としても活躍している。
南カリフォルニア大学の音楽学校で学んでいたが、中退してエルトン・ジョンのツアーに参加する。1985年から映画音楽を手がけるようになる。
1986年に女優のロザンナ・アークエットと結婚したが、翌年離婚している。
弟は『ロスト・ワールド/ジュラシック・パーク』等で知られる俳優のアーリス・ハワード。

## 作曲家としての主な作品

### 映画・テレビドラマ
- ワイルドキャッツ Wildcats（1986年）
- 800万の死にざま 8 Million Ways to Die（1986年）
- サイゴン Off Limits（1988年）
- 熱き愛に時は流れて Everybody's All-American（1988年）
- メジャーリーグ Major League（1989年）
- ザ・パッケージ/暴かれた陰謀 The Package（1989年）
- プリティ・ウーマン Pretty Woman（1990年）
- フラットライナーズ Flatliners（1990年）
- スリーメン&リトルレディ 3 Men and a Little Lady（1990年）
- 死の標的 Marked for Death（1990年）
- ラルフ一世はアメリカン King Ralph（1991年）
- 真実の瞬間 Guilty by Suspicion（1991年）
- マイ・ガール My Girl（1991年）
- わが街 Grand Canyon（1991年）
- 愛の選択 Dying Young（1991年）
- サウス・キャロライナ/愛と追憶の彼方 The Prince of Tides（1991年）
- 摩天楼を夢みて Glengarry Glen Ross（1992年）
- ナイト・アンド・ザ・シティ Night and the City（1992年）
- フォーリング・ダウン Falling Down（1993年）
- 生きてこそ Alive（1993年）
- デーヴ Dave（1993年）
- 逃亡者 The Fugitive（1993年）
- 聖者の眠る街 The Saint of Fort Washington（1993年）
- わかれ路 Intersection（1994年）
- ワイアット・アープ Wyatt Earp（1994年）
- ER緊急救命室 ER（1994 - 2009年）
- アウトブレイク Outbreak（1995年）
- フレンチ・キス French Kiss（1995年）
- ウォーターワールド Waterworld（1995年）
- 恋の闇 愛の光 Restoration（1995年）
- 真実の行方 Primal Fear（1996年）
- スペース・ジャム Space Jam（1996年）
- 素晴らしき日 One Fine Day（1996年）
- ロミーとミッシェルの場合 Romy and Michele's High School Reunion（1997年）
- ファーザーズ・デイ Father's Day（1997年）
- ベスト・フレンズ・ウェディング My Best Friend's Wedding（1997年）
- ディアボロス/悪魔の扉 The Devil's Advocate（1997年）
- ポストマン The Postman（1997年）
- ダイヤルM A Perfect Murder（1998年）
- プリティ・ブライド Runaway Bride（1999年）
- シックス・センス The Sixth Sense（1999年）
- ヒマラヤ杉に降る雪 Snow Falling on Cedars（1999年）
- マムフォード先生 Mumford（1999年）
- アンブレイカブル Unbreakable（2000年）
- ダイナソー Dinosaur（2000年）
- バーティカル・リミット Vertical Limit（2000年）
- アメリカン・スウィートハート America's Sweethearts（2001年）
- サイン Signs（2002年）
- トレジャー・プラネットTreasure Planet（2002年）
- ビッグ・トラブル Big Trouble（2002年）
- 夢見る頃を過ぎても Unconditional Love（2002年）
- ドリームキャッチャー Dreamcatcher（2003年）
- ピーター・パン Peter Pan（2003年）
- オーシャン・オブ・ファイヤー Hidalgo（2004年）
- ヴィレッジ The Village（2004年）
- コラテラル Collateral（2004年）
- ザ・インタープリター he Interpreter（2005年）
- バットマン ビギンズ Batman Begins（2005年）（ハンス・ジマーとの共同制作）
- キング・コング King Kong（2005年）
- レディ・イン・ザ・ウォーター Lady In The Water（2006年）
- ブラッド・ダイヤモンド Blood Diamond（2006年）
- RV RV（2006年）
- フィクサー Michael Clayton（2007年）
- ルックアウト/見張り The Lookout（2007年）
- アイ・アム・レジェンド I Am Legend（2007年）
- アニー・リーボヴィッツ レンズの向こうの人生 Annie Leibovitz: Life Through a Lens（2007年）
- ウォーター・ホース The Water Horse: Legend of the Deep (2007年)
- グレート・ディベーター 栄光の教室 The Great Debaters (2007年)
- ハプニング The Happening（2008年）
- ディファイアンス Defiance（2008年）
- ダークナイト The Dark Knight（2008年）（ハンス・ジマーとの共同制作）
- お買いもの中毒な私! Confessions of a Shopaholic（2009年）
- デュプリシティ 〜スパイは、スパイに嘘をつく〜 Duplicity（2009年）
- エアベンダー The Last Airbender（2010年）
- ソルト Salt（2010年）
- ラブ & ドラッグ Love and Other Drugs（2010年）
- ツーリスト The Tourist（2010年）
- 幸せの教室 Larry Crowne（2011年）
- グリーン・ホーネット The Green Hornet（2011年）
- ノミオとジュリエット Gnomeo & Juliet（2011年）
- グリーン・ランタン Green Lantern（2011年）
- ハンガー・ゲーム The Hunger Games（2012年）
- ボーン・レガシー The Bourne Legacy（2012年）
- アフター・アース After Earth（2013年）
- パークランド ケネディ暗殺、真実の4日間 Parkland（2013年）
- ハンガー・ゲーム2 The Hunger Games: Catching Fire（2013年）
- マレフィセント Maleficent（2014年）
- ナイトクローラー Nightcrawler（2014年）
- カットバンク Cut Bank（2014年）
- ハンガー・ゲーム FINAL: レジスタンス The Hunger Games: Mockingjay – Part 1（2014年）
- ハンガー・ゲーム FINAL: レボリューション The Hunger Games: Mockingjay – Part 2（2015年）
- 完全なるチェックメイト Pawn Sacrifice（2015年）
- コンカッション Concussion（2015年）
- スノーホワイト/氷の王国 The Huntsman: Winter's War（2016年）
- ファンタスティック・ビーストと魔法使いの旅 Fantastic Beasts and Where to Find Them（2016年）
- デトロイト Detroit（2017年）
- ローマンという名の男 -信念の行方- Roman J. Israel, Esq.（2017年）
- レッド・スパロー Red Sparrow（2018年）
- くるみ割り人形と秘密の王国 The Nutcracker and the Four Realms（2018年）
- ファンタスティック・ビーストと黒い魔法使いの誕生 Fantastic Beasts: The Crimes of Grindelwald（2018年）
- 名もなき生涯 A Hidden Life（2019年）
- この茫漠たる荒野で News of the World（2020年）
- ラーヤと龍の王国 Raya and the Last Dragon (2021年)
- ジャングル・クルーズ Jungle Cruise（2021年）
- ファンタスティック・ビーストとダンブルドアの秘密 Fantastic Beasts: The Secrets of Dumbledore (2022年)
- ペイン・ハスラーズ Pain Hustlers (2023年)
- ハンガー・ゲーム0 The Hunger Games: The Ballad of Songbirds and Snakes (2023年)
- すべての見えない光 All the Light We Cannot See（Netflix 2023年）
- ロスト・バス The Lost Bus (2025年）

## 受賞
- 2009: 第51回グラミー賞 - グラミー賞 映画・テレビサウンドトラック部門、『ダークナイト』（ハンス・ジマーとの共同受賞）
- 2009:  Critics Choice Awards - Best Original Score、『ダークナイト』
- 2008: Classical Brit Awards - Soundtrack of the Year、『ブラッド・ダイアモンド』
- 2001: エミー賞 - メインタイトルテーマ部門、『en:Gideon's Crossing』テレビ番組